# Хуторской, Иван Игоревич
Ива́н И́горевич Хуторско́й (17 февраля 1983, Москва, СССР — 16 ноября 2009, там же, Россия) — российский юрист; неофициальный лидер Содружества красных и анархистских скинхедов R.A.S.H., известный под прозвищем Ваня Костолом. Основное направление деятельности — антифашизм, антинационализм, антирасизм. Среди единомышленников отличался анархическими взглядами. Был убит выстрелом из пистолета в собственном подъезде 16 ноября 2009 года.

## Детство, образование, личная жизнь
В 11 лет И. Хуторской увлёкся панк-роком и всем, что с ним связано. Мятежная субкультура увлекла его с головой и определила в дальнейшем вектор, в направлении которого он двигался всю свою жизнь.
В конце 1999 года на концертах ска-панк групп Distemper и Spitfire случались его первые конфликты с нацистами. По окончании школы Хуторской поступил на юридический факультет МГАПИ и работал по специальности.

## Общественная деятельность
И. Хуторской занимался армрестлингом и самбо, получил 2 разряд по самбо и стал кандидатом в мастера спорта по армрестлингу. В начале 2004 года И. Хуторской стал скинхедом. Скинхед-субкультура показалась ему более серьёзной для дальнейшей борьбы и самовыражения, а её левое крыло R.A.S.H. больше всего подходило для реализации его убеждений. Примерно в то же время И. Хуторской становится сторонником straight edge.
И. Хуторской занимался организацией безопасности различных мероприятий (концертов, митингов, спортивных соревнований). Работал в московском городском центре профилактики безнадзорности, преступности, алкоголизма, наркомании и СПИДа среди несовершеннолетних «Дети улиц».

По показаниям Никиты Тихонова, отбывающего в настоящее время пожизненное заключение за несколько убийств и создание ультраправой группировки «БОРН», в 2005 году он и Алексей Коршунов напали на Хуторского, избив его кастетом и ранив в шею. После этого Хуторской несколько месяцев пролежал в больнице, ему пришлось заново учиться ходить. Имеется информация, что Хуторской после трёх нападений на него носил при себе кастет и при необходимости пользовался им. Активно участвовал в избиениях лиц, которых считал НС-скинхедами:
Последний год он стал как стальной. Занимался тренировками и постоянно был готов к прыжку. Начал носить с собой нож, хотя раньше был против «говна». Ваня всегда выступал против убийств.
На ролике, обнаруженном The New Times и датированном декабрём 2008 года, Костолом вместе с товарищем атакует в подъезде бритоголового молодого человека.
В октябре 2009 провёл силовой турнир по боям смешанного стиля среди антифашистов.

## Убийство
Был убит из огнестрельного оружия в Москве в подъезде собственного дома на Хабаровской улице в 20:10 по московскому времени. Сосед, услышавший хлопок и обнаруживший тело, вызвал врачей. Приехавшие медики констатировали смерть Хуторского.

### Публичная реакция на убийство
После убийства произошло нападение на офис движения «Россия молодая», рассматриваемое как месть. По информации антифашистов, в офисе «России молодой» находится офис ультраправого движения «Русский образ», проводились совместные мероприятия.
Убийство вызвало большой общественный резонанс, к освещению ситуации подключились многие ведущие средства массовой информации.

### Предположения об убийцах
Ответственность за убийство лидера антифашистов Костолома взяла на себя организация БОРН (Боевая организация русских националистов). Ряд СМИ подвергали сомнению реальность существования такой организации, многие называют её виртуальной.
Кроме того, ранее высказывались предположения о возможной причастности к убийству молодого человека, разыскиваемого в качестве третьего подозреваемого по делу об убийстве адвоката Станислава Маркелова и журналистки Анастасии Бабуровой. Следствие установило его личность, им оказался Алексей Коршунов, хороший знакомый Тихонова и Хасис, осуждённых за данное преступление.

### Ход следствия
Дело об убийстве поручено Юрию Рыкову, старшему следователю СУ по ВАО СУ СК при Генпрокуратуре РФ по Москве, который сообщил следующее: 
«Примерно в 20 часов 40 минут неустановленное лицо, находясь в подъезде номер 1 дома номер 2 по Хабаровской улице, воспользовавшись неустановленным следствием огнестрельным оружием, произвело не менее одного выстрела в потерпевшего Хуторского, причинив ему слепое огнестрельное ранение нижней челюсти, правой стороны, после чего с места преступления скрылись. Хуторской скончался на месте происшествия».
Рядом с телом вызвавшие милицию жильцы подъезда обнаружили перочинный нож и кастет.
Следователи изучали записи камер видеонаблюдения, которые работали неподалёку от места трагедии. Собственное, независимое расследование собирались провести и представители антифашистов. В мае 2011 года дело об убийстве Хуторского было объединено с делом об убийстве федерального судьи Эдуарда Чувашова. Подозреваемым в совершении этих преступлений следствие назвало 28-летнего неонациста Алексея Коршунова, который скрывался на Украине. В октябре 2011 года Коршунов погиб в результате случайного подрыва собственной гранаты в Запорожье, когда совершал пробежку на стадионе.
27 июня 2012 года сотрудниками ФСБ России были задержаны предполагаемые сообщники Коршунова Максим Баклагин и Вячеслав Исаев. Они скрывались на съёмной квартире во Владимирской области. 28 июня 2012 Следственный комитет РФ предъявил им обвинения в причастности к убийству судьи Чувашова, а также к другим преступлениям. 11 декабря стало известно, что Баклагину и Исаеву инкриминируется создание организованной преступной группы, которая скрывалась под вывеской «БОРН». По версии следствия в состав группировки входили Исаев, Баклагин, Никита Тихонов и Алексей Коршунов. Преступную деятельность они вели как минимум с 2008 года. На след группировки правоохранители вышли в 2009 году в ходе расследования убийства адвоката Маркелова и журналистки Бабуровой и ареста Никиты Тихонова и Евгении Хасис. По данным следователей в своих разговорах Тихонов и Хасис упоминали Хуторского и слежку за ним. По данным следствия, слежку за Чувашовым и Хуторским организовали Исаев и Баклагин, а убийство обоих совершил Коршунов из одного и того же нагана 1895 года. Кроме убийств федерального судьи и антифашиста СКР инкриминирует задержанным убийство антифашиста Ильи Джапаридзе, убийство чемпиона мира по тайскому боксу Муслима Абдуллаева, убийство таксиста Соса Хачикяна, проходившего обвиняемым по делу об избиении беременной сотрудницы Евросети, и покушении на полицейского ОВД «Гольяново» Гагика Беняминяна, который был вовлечён в имущественный конфликт москвички и её соседей из Средней Азии. 25 марта 2014 года дело группировки «БОРН» было передано в суд.

## Похороны
21 ноября в субботу на Николо-Архангельском кладбище в Москве прошли похороны Ивана Хуторского. О месте захоронения до вечера пятницы ничего не было известно, накануне активисты «Антифа» обзвонили своих соратников и сообщили место проведения похорон. На кладбище собралось около 200 сторонников антифашистов, друзей Хуторского. Процессию сопровождали несколько нарядов милиции. Прощание с убитым Иваном Хуторским прошло без инцидентов.

## Мероприятия, посвящённые памяти Хуторского
22 ноября активисты антифашистских организаций провели несанкционированное шествие в память об убитом лидере движения «Антифа» Иване Хуторском. Несколько десятков молодых людей прошли шествием от памятника Достоевскому у библиотеки им. Ленина до станции метро «Кропоткинская». Недалеко отсюда были убиты адвокат Станислав Маркелов и журналистка «Новой газеты» Анастасия Бабурова.
В шествии приняли участие более 40 человек. В руках они держали баннер с надписью: «Не забудем, не простим!».
На месте убийства адвоката и журналистки участники шествия устроили импровизированный мемориальный комплекс: расставив фотографии убитых, зажгли свечи и положили цветы.
Акция продолжалась около 40 минут.
Акции памяти также прошли в Нижнем Новгороде, Чите, Кирове, Саратове, Москве. Акции памяти Хуторского состоялись также на Украине (в Симферополе и Чернигове) и в Германии.
Весной 2013 года вышел международный трибьют московской хардкор-панк группе What We Feel Tribute to What We Feel, benefit to support Ivan Khutorskoi family, посвящённый памяти Ивана, средства от продажи которого были переданы его семье.
В честь Ивана был снят документальный фильм «Иван. В память о нашем друге», содержащий архивные материалы и интервью с родителями, друзьями из групп Distemper, Stage Bottles, Тараканы!, What We Feel, 210, НАИВ, Bystreet, Diagens, Пурген, Give'em The Gun, Бригадир и Crowd Control, а также последнее интервью самого Ивана в августе 2009 года. Премьера фильма состоялась 26 октября 2013 года в московском клубе «Plan B», после чего состоится благотворительный панк-рок-концерт с участием групп Distemper и What We Feel. Мероприятие прошло без инцидентов. После этого прошли показы фильма в десятках городов России, Белоруссии и Украины. После выхода трейлера картины, её авторам стали поступать дополнительные фото и видеоматериалы от людей, знающих Ивана, в связи с чем фильм решено было дополнить. Картина выложена в свободный доступ 26 ноября. Деньги, вырученные от показа картины и концертов, были переданы семье Хуторских.
16 ноября 2013 года на организаторов и гостей премьеры фильма «Иван. В память о нашем друге» в Донецке было совершено нападение. Нападавшие не найдены.
В Москве ежегодно проводится турнир по боксу, посвящённый памяти Хуторского. 16 ноября 2019 года участники турнира были задержаны полицией. По сообщению ОВД-Инфо, причиной задержания была «необходимость проверки по базе».